# Jonni Sarkkinen
Jonni Kunnari Sarkkinen (Nastola, 29 aprile 2002) è un lottatore finlandese, specializzato nella lotta greco-romana.

## Biografia
È figlio della ginnasta aerobica Tuuli Matinsalo, due volte campionessa mondiale e quattro volte campionessa europea. Il fratello Juuso Sarkkinen è un calciatore professionista e milita per l'FC Vaajakoski.
Agli Europei U23 di Bucarest 2023 ha vinto l'oro nel torneo degli 82 kg, dove ha sconfitto Exauce Mukubu in finale.
Ai mondiali di Belgrado 2023 è stato estromesso dal tabellone principale della categoria 77 kg ai trentaduesimi dall'azero Sənan Süleymanov; ai ripescaggi è stato eliminato al primo turno dallo statunitense Kamal Bey.
Il 5 aprile 2024, grazie alla vittoria nel torneo europeo di qualificazione olimpica di Baku, si è qualificato ai Giochi di Parigi 2024. Ha quindi rappresentato la Finlandia alla rassegna a cinque cerchi nel torneo dei 77 kg, dove è stato eliminato agli ottavi dall'armeno Malkhas Amoyan.

## Palmarès
| Anno | Manifestazione             | Sede       | Evento | Risultato | Note |
| ---- | -------------------------- | ---------- | ------ | --------- | ---- |
| 2017 | Campionati nordici cadetti | Kolding    | 63 kg  | 12º       |      |
| 2018 | Campionati nordici cadetti | Kajaani    | 71 kg  | Bronzo    |      |
| 2019 | Campionati nordici cadetti | Daugavpils | 80 kg  | Argento   |      |
| 2019 | Europei cadetti            | Faenza     | 80 kg  | 10º       |      |
| 2019 | Mondiali cadetti           | Sofia      | 80 kg  | 5º        |      |
| 2021 | Europei junior             | Dortmund   | 77 kg  | Bronzo    |      |
| 2021 | Mondiali junior            | Ufa        | 77 kg  | 19º       |      |
| 2022 | Campionati nordici junior  | Tallinn    | 82 kg  | Argento   |      |
| 2022 | Europei junior             | Roma       | 82 kg  | Argento   |      |
| 2022 | Mondiali junior            | Sofia      | 82 kg  | 11º       |      |
| 2022 | Mondiali U23               | Pontevedra | 82 kg  | 12º       |      |
| 2023 | Europei U23                | Bucarest   | 82 kg  | Oro       |      |
| 2023 | Mondiali                   | Belgrado   | 77 kg  | 24º       |      |
| 2024 | Giochi olimpici            | Parigi     | 77 kg  | 13º       |      |

## Altre competizioni internazionali
2020
- Oro nei 77 kg nel Torneo europeo di qualificazione olimpica ( Baku)